# Sportovní kynologie

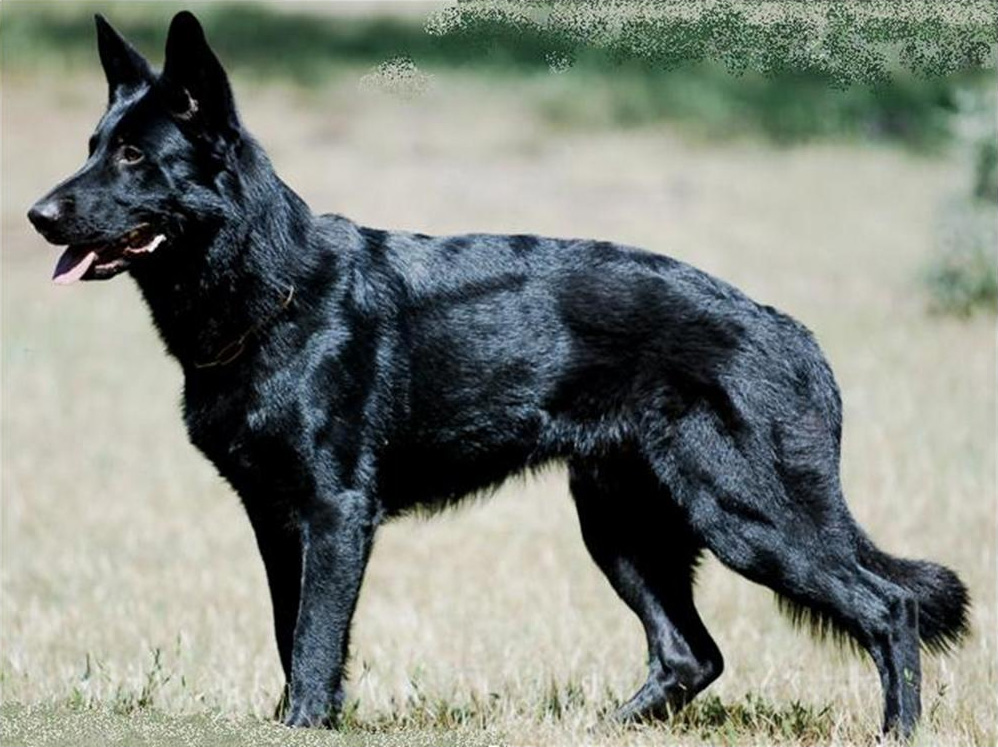
Německý ovčák; jedno z nejvyužívanějších plemen pro sportovní kynologii

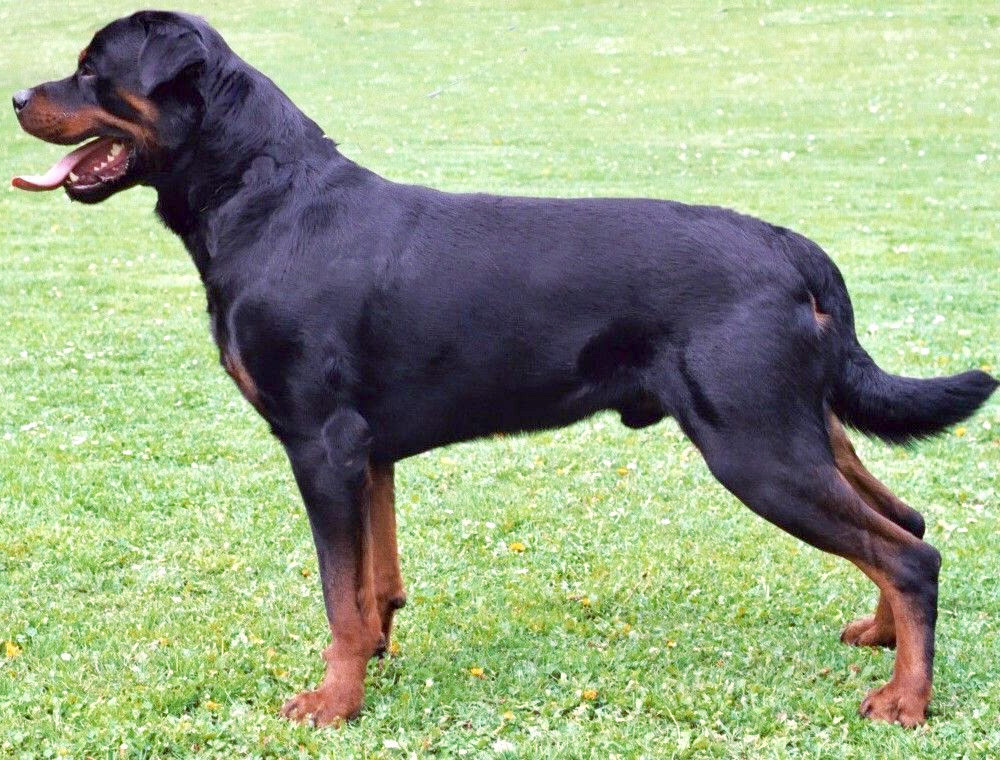
Rotvajleři jsou vhodní pro obranu

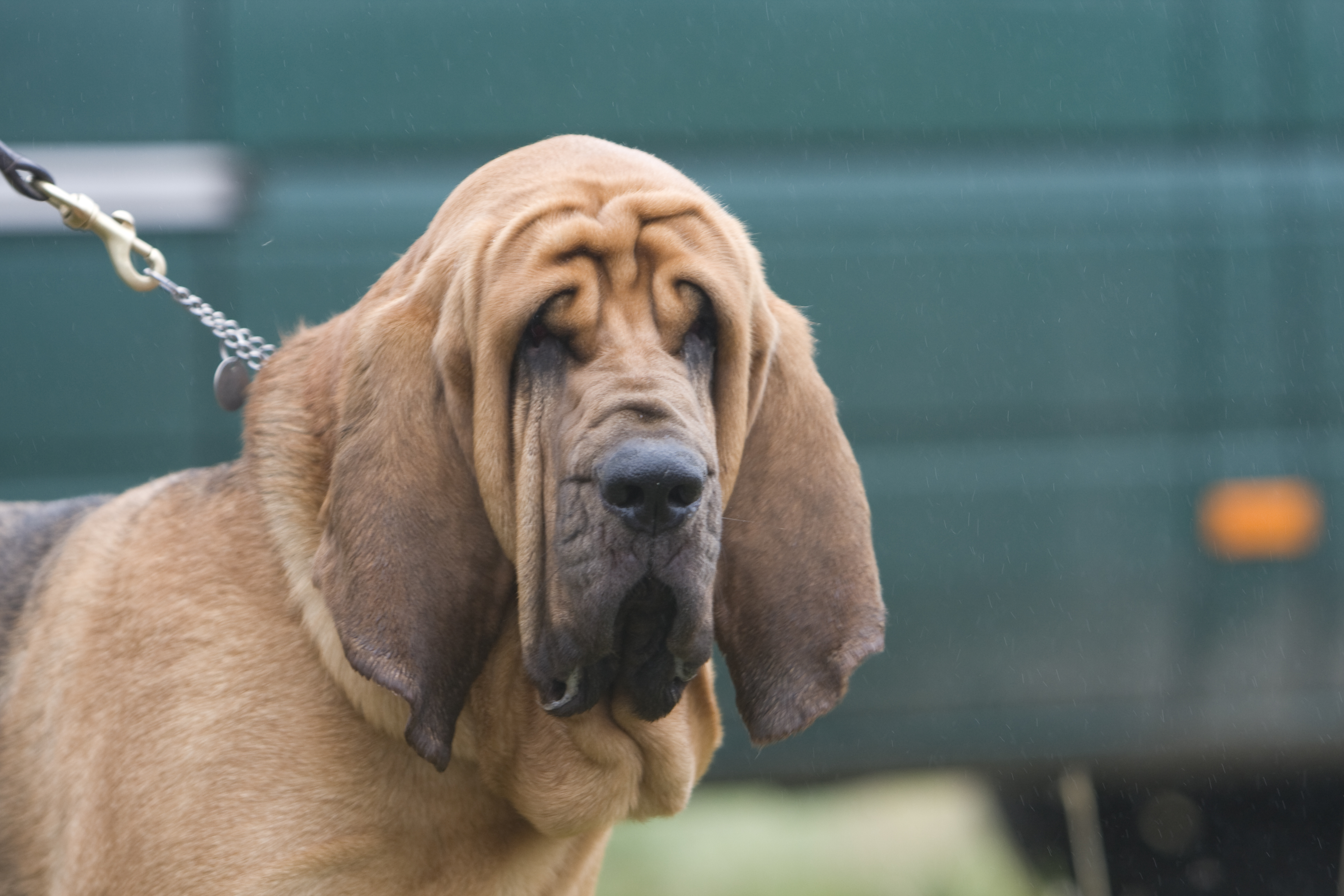
Dlouhé uši bloodhoundům pomáhají lépe zachytit pachy

Sportovní kynologie je kynologická disciplína sportovního charakteru, kde účastnící se pár tvoří pes a jeho vodič, tzv. psovod.
Samotná sportovní kynologie vznikla z pracovní kynologie, ve které není účelem vycvičit psa k výsledkům v soutěžích, ale vycvičit psa k tomu, aby se stal pracovním psem, který je schopný podávat pracovní výkony. Většina disciplín vychází právě z pracovní kynologie. V Česku se oborem sportovní kynologie zabývá Český kynologický svaz (ČKS) a Moravskoslezský kynologický svaz (MSKS) a také Kynologická jednota Brno (KJ Brno). Všechny svazy jsou oficiální a pod ochranou Českomoravské kynologické unie i Mezinárodní kynologické federace. Existují zde tři platné řády: národní zkušební řád, mezinárodní zkušební řád a řád pro sportovní výcvik psů.

## Disciplíny
- Pachové práce, též stopa, je disciplína sportovní kynologie, jejímž cílem je, aby pes i s psovodem úspěšně vystopoval určitý předmět, který na předem vybrané místo umístil kladeč. Délka stopy i její tvar je předem určen a musí vyhovovat řádu, jehož podmínky se liší u různých stupňů zkoušek. Pro psy-začátečníky vypracovává stopu samotný psovod, přičemž pes má práci jednodušší v tom, že pach jeho psovoda je mu dobře znám z nácviku. U pokročilejších jedinců stopu klade cizí člověk. Při zachycení stopy je pes vypuštěn na dlouhém stopovacím vodítku a v závěsu s psovodem musí podle čichu předmět najít.[2] Při nalezení předmětu (pes ho označí změnou polohy nebo aportuje psovodovi), je potřeba aby jej psovod zvedl nad hlavu a oznámil tím rozhodčímu jeho nalezení.
- Poslušnost, také obedience, je další ze základních disciplín sportovní kynologie. Při zkouškách musí pes předvést předem daný soubor cviků a podle úspěšnosti jsou udělovány body. Obtížnost povelů závisí na stupni zkoušky. Například ve zkouškách typu ZOP (Zkoušky ovladatelnosti psa) je několik cviků: přivolání, ovladatelnost na vodítku, ovladatelnost bez vodítka, sedni-lehni-vstaň, odložení, skupinové cviky, přenesení psa, chůze po nepříjemném povrchu. Výsledný počet bodů závisí i na radosti psa z práce, která musí být dostatečně patrná.
- Obrana je ze všech disciplín pravděpodobně nejtěžší, klade vysoké nároky na vyrovnanou povahu psa. Cílem psa je zadržet figuranta, přičemž pes musí být schopen řídit se povely psovoda. Pokud tedy psovod psa odvolá, ten musí uposlechnout okamžitě a bez zaváhání. Kousání psa mimo cvičný rukáv je diskvalifikující. Po zadržení následuje zajištění, ochrana psovoda, samostatná činnost psa a zkouška jeho odolnosti (po zákusu smí figurant psa několikrát uhodit).[3] Hodnotí se nejen přesnost cviků, ale i razance zákroku.

## Plemena
Plemena psů vhodná pro sportovní, resp. pracovní, kynologii jsou většinou středně velká až velká plemena psů, která se snadno cvičí a jsou povahově vyrovnaná. Mezi nejvyužívanější psy patří ovčáci (německý ovčák, belgický ovčák; malinois, laekenois, groenendael i tervueren), knírači (velký, střední i malý), border kolie. Na pachové práce i poslušnost jsou vhodná některá plemena teriérů, například border teriéři. Svým vynikajícím nosem vynikají veškerá plemena s dlouhýma ušima, od bloodhoundů po italské ohaře. Všichni tito psi pracují na stopě nízkým nosem, tedy s hlavou u země. To znamená, že jejich dlouhé uši pachy zachycují a víří jej. Například bloodhoundi jsou schopní sledovat i dva týdny starou stopu. Pro výcvik obrany se hodí plemena, která k tomu mají predispozice a nebo k tomu byla vyšlechtěna. Takovými jsou například dobrmani nebo rotvajleři. Psy věnující se sportovní kynologii najdeme i mezi dalšími plemeny, jako je například například australské kelpie, hovawarti, boxeři nebo českoslovenští vlčáci.
Výcviku, zkoušek a závodů sportovní kynologie se mohou účastnit všichni psi - s PP i bez. Výsledky zkoušek se zpravidla zapisuji do výkonnostní knížky, která se váže na identifikační čip psa, případně do rubriky v PP. O zaregistrování psa bez PP do evidence je nutné zažádat prostřednictvím ČKS nebo MSKS. Další podmínky účasti uvádí jednotlivé kynologické svazy a příslušné zkušební řády.

## Zkoušky

### Národní zkušební řád

#### a) zkoušky všestranného výcviku
- zkouška základního minima (ZM)
- zkouška všestranného výcviku 1.stupně ( ZVV 1)
- zkouška všestranného výcviku 2.stupně ( ZVV 2)
- zkouška všestranného výcviku 3.stupně ( ZVV 3)

#### b) zkoušky speciálního výcviku
- zkouška základního minima malých plemen (ZMMP)
- zkouška psa malých plemen 1.stupně (ZMP 1)
- zkouška psa malých plemen 2.stupně (ZMP 2)
- zkouška psa malých plemen 3.stupně (ZMP 3)
- zkouška psa malých plemen – obranáře (ZMPO)
- zkouška psa stopaře 1. stupně (ZPS 1)
- zkouška psa stopaře 2. stupně (ZPS 2)
- zkouška psa obranáře 1. stupně (ZPO 1)
- zkouška psa obranáře 2. stupně (ZPO 2)
- zkouška základní ovladatelnosti (ZZO)
- zkouška poslušnosti 1. stupně (ZZO 1)
- zkouška poslušnosti 2. stupně (ZZO 2)
- zkouška poslušnosti 3. stupně (ZZO 3)

### Mezinárodní zkušební řád IGP
- Zkouška doprovodného psa (BH)
- Zkouška pracovní upotřebitelnosti psa 1 - 3 (APr 1-3)
- Zkouška stopařská 1 - 3 (FPr 1-3)
- Zkouška poslušnosti 1 - 3 (UPr 1-3)
- Zkouška obranářská 1 - 3 (SPr 1-3)
- Zkouška chovné způsobilosti (IPO ZTP)
- Mezinárodní zkouška pro pracovní psy (IPO – VO)
- Mezinárodní zkouška pro pracovní psy (IPO – 1)
- Mezinárodní zkouška pro pracovní psy (IPO – 2)
- Mezinárodní zkouška pro pracovní psy (IPO – 3)
- Zkouška psa stopaře stupeň 1 (FH 1)
- Zkouška psa stopaře stupeň 2 (FH 2)
- Mezinárodní stopařská zkouška (IPO – FH)
- Zkouška vyhledávací 1 - 3 (StPr 1-3)    

### Kynologická jednota Brno
- Zkouška ovladatelnosti psa (ZOP)
- Zkouška pracovní upotřebitelnosti 1.stupně (ZPU1) 
- Zkouška pracovní upotřebitelnosti 2.stupně (ZPU2)
- Zkouška pracovní upotřebitelnosti – speciál (ZPU-S)